# 猫と私の金曜日
『猫と私の金曜日』（ねことわたしのきんようび）は、種村有菜による日本の漫画作品。『マーガレット』（集英社）にて2013年5号から2015年24号まで連載された。単行本はマーガレットコミックスより全11巻。
『りぼん』（同）との専属契約が終了し、『マーガレット』に移籍してから2作目の連載作品である。

## あらすじ
高校1年生の立花愛は、1学年上で学校一のイケメンで人気者の芹沢未亜のことが好きだった。図書委員をしている愛は、毎週金曜日に芹沢が本を借りに来るのを楽しみにしている。
金曜日の放課後に小学5年生の従弟の猫太の家庭教師をすることになった愛は、期待させるような態度を見せる芹沢に告白しようと書いた手紙を猫太に隠され、今までやり取りしたメールや芹沢のメールアドレスも削除されてしまう。理由を尋ねると、「愛ちゃんのことが好きだから」と告白される。その後、大好きな芹沢からもまさかの告白をされ、両想いになった愛だったが、猫太に「諦めない」と宣言される。そしてその後も猫太の猛アピールは続き、次第に愛はそれに心奪われ… ついに晴れて付き合うことになる二人。
しかし、さまざまな困難や障害があって…!?

## 登場人物
※担当声優はドラマCD版のもの。

### 主要人物
立花 愛（たちばな あい）
声 - 中島愛
本作の主人公。高校1年生→2年生。好きなものは、可愛いものとチョコレート。成績は10段階評価でオール5。小学4年生の妹・恋（れん / 声 - 麻倉もも）と両親との四人家族。
図書委員を務めており、憧れの芹沢が本を借りに来る毎週金曜日を楽しみにしているが、一方で金曜日の放課後は、同じマンションに住む従弟(母親の妹の息子)の猫太の家庭教師のアルバイトをすることになる。最初は猫太に告白されても本気にせずあしらっていたが、憧れの先輩である芹沢と両想いになり付き合い始めた後も猫太に振り回される。
芹沢が週刊誌にスクープされた際には一緒に写真に写ってしまい、記者の質問攻めに遭う。後日、芹沢の母の計らいで芹沢と2人で箱根の旅館に行くが、それを知った猫太が夜になって乱入した。
親戚の子供たちの中では愛より年長なのがミケだけだったためか、彼の影響を強く受けており、初恋の相手でもある。しかしドイツ留学前に愛が泣いて引き留めても行ってしまったため、数年間は連絡を取り合うことなく過ぎてしまっていた。
猫太からアメリカ行きを知らされてから、本当の気持ちである「行かないで」とは言えずにいたため声が出なくなってしまった。
本条 猫太（ほんじょう ねこた）
声 - 梶裕貴
愛の従弟。小学5年生→6年生。愛と同じマンションの42階に住んでいる（立花家は8階）。好きなものはカレーとモンハン。成績優秀。
4年生のときに熱で倒れた自分を抱えて全力疾走で病院まで運んでくれた愛に恋をする。
愛に家庭教師になってもらえるようわざと成績を落として愛に近づいたが、愛に好きな人がいることを知り焦り、芹沢との仲を邪魔したりした。
見た目は天使のようだが、愛と2人でいる時は愛を振り向かせようと強気な態度で接する。意外とやきもち焼き。
芹沢への態度は最初は喧嘩腰だったが、愛が猫太を選んだ後で和解する。
実は小学校卒業後に海外で仕事をすることになった父のため、家族でアメリカへ行くことが決まっており、その交換条件に愛を家庭教師に指名した。

### 愛の友人・知人
芹沢 未亜（せりざわ みあ）
声 - 興津和幸
愛の憧れの先輩。学校で一番人気の、男女を問わず誰からも好かれる男子生徒。高校2年生→3年生。母親は女優のセリーヌ蘭(15歳で出産)。女の子に泣かれるのが苦手。
母を「母」と呼べない環境で育ったため、全てが平凡な愛を羨んでおり、図書室に通っていた。その後、愛と付き合うことになるが、その存在が週刊誌にバレてしまい、しばらく家から出られなくなったことがある。
しばらくは猫太との間で愛の奪い合いをするが、愛が自分と猫太との間で揺れていることを察し、芸能界デビューを理由にあえて自分から別れを切り出す。直ぐには忘れられない様子だが、紆余曲折の末に愛の親友であるモス子に興味を示すようになった。なお、完全に別れた後も愛とは友人関係であるが、それは以前から多少女の子との関係を面倒くさいと思っており「愛がもう自分のことを友人以上の存在として見ない」という安心感からだと言っている。
モス子（モスこ）
声 - 種田梨沙
愛の親友。本名は瀬戸内美鳥（せとうち みどり）。愛と比べてぽわぽわした女の子。実はお嬢様育ちで、小学生時代は現在よりぽっちゃりした体型だったためか男子にからかわれており、それが原因で男の子が苦手になっていた。未亜から愛への想いの相談を受けていたが、愛が猫太と両想いになってからは彼女自身が未亜を好きになり告白した。
モスバーガーをこよなく愛するため、現在のあだ名が付いた（「またモスだね、あの子」が縮んでモス子らしい）。
単行本第2巻の巻末によると、男性読者の人気が一番高い。
セリーヌ蘭（らん）
女優。未亜の母親で本名・芹沢蘭子。15歳で出産、結婚せずに17歳でデビューし、10kg痩せて女優として成功を収めた。
隠し子である未亜の存在が週刊誌にスクープされてしまう。
杉本 三神（すぎもと みかみ）
声 - 櫻井孝宏（少年時代 - 潘めぐみ）
愛の従兄弟の一人。唯一愛より年長（1つ年上）で、親戚の子供たちの「お兄ちゃん」。愛称は「ミケ」。やや病気がちで柔らかな雰囲気を持ち、チョコレートや読書など愛の好きなものに影響を与えた。特技はピアノで、3年前にドイツに留学してしまったが、第29話で帰国し、しばらく猫太の家で暮らし愛の通う高校に編入することとなる。
帰国直後から愛と遭遇しているが、3年前とはほぼ正反対な軽薄な性格へ変貌しており（そのため、再会当初の愛は彼がミケであるとはわからなかった）、同じクラスに編入したのをいいことに愛の周囲に探りを入れ、隙を見ては愛を口説こうとする。留学時はピアニストを目指していたが、実は心臓に難病を抱えており、ピアノを辞める決意で逃げ出すように帰国した模様。その難病を手術できる医師が日本におり、愛の誕生日である12月2日にその手術を受けるために帰国。また、猫太は机に向かいピアノを弾く仕草をしては悔しさに苛まれて涙をこぼす彼の姿を目撃しているため、ピアニスト復帰への手助けをすることとなる。

### その他
舞堂 奏（まいどう かなで）
声 - 河西健吾
猫太のクラスメイトで男子生徒。両ほほに動物のヒゲのようなものがある。関西弁でしゃべる。実は『31☆アイドリーム』に登場する舞堂響の弟の一人。両親を事故で失い、それぞれ違う親戚に預けられて兄弟がバラバラになった過去がある。
預けられた親戚が関西在住だったため関西弁が移ってしまい、東京に戻ってきた時に関西弁をからかわれたが猫太に救われ、それ以来彼を親友だと思っている。
愛の両親
声 - 神田朱未（母） / 利根健太朗（父）

猫太の両親
声 - 大原さやか（母） / 杉田智和（父）

## 書誌情報
- 種村有菜 『猫と私の金曜日』 集英社 〈マーガレットコミックス〉、全11巻
  1. 2013年6月25日発売[7]、ISBN 978-4-08-845056-8
    - 猫と私の金曜日 番外編[8]（『マーガレット』2013年12号別冊ふろく『miniマーガレット』）

  2. 2013年9月25日発売[9]、ISBN 978-4-08-845098-8
  3. 2013年12月25日発売[10]、ISBN 978-4-08-845141-1
  4. 2014年3月25日発売[11]、ISBN 978-4-08-845179-4
  5. 2014年6月25日発売[12]、ISBN 978-4-08-845225-8
    - 番外編 猫と奏の水曜日[13]（『マーガレット』2014年8号別冊ふろく『春のMCまつり 恋する日』）

  6. 2014年9月25日発売[14]、ISBN 978-4-08-845262-3
  7. 2014年12月25日発売[15]、ISBN 978-4-08-845315-6
  8. 2015年3月25日発売[16]、ISBN 978-4-08-845360-6（ドラマCD同梱版[17]：ISBN 978-4-08-908229-4）
    - 番外編 お姉ちゃんに戻る日[18]（『マーガレット』2015年3・4合併号別冊ふろく『miniマーガレット』）

  9. 2015年6月25日発売[19]、ISBN 978-4-08-845397-2
  10. 2015年9月25日発売[20]、ISBN 978-4-08-845442-9
  11. 2015年12月25日発売[21]、ISBN 978-4-08-845494-8

## ドラマCD
『マーガレット』2014年9号の付録としてドラマCDが同梱。2015年2号の付録として第2弾のドラマCDが同梱された。